# 戲謔政黨
戲謔政黨（英語：frivolous party），又称笑話政黨（joke party），是指以惡搞政治或娛樂性質為主的政黨，政黨未必有明顯主張。知名例子有英國的官方妖怪狂歡發瘋黨、新西兰的麦克吉利库迪严肃党和比尔和本党、加拿大的犀牛党和檸檬黨、瑞典的唐老鸭党、德國的“党”、波蘭的波兰啤酒爱好者党、比利時的NEE党、美國的惊奇党、中華民國的歡樂無法黨和冰島的最棒黨等。

## 政策和目的
這些政黨通常提倡另類，甚至是荒謬的政策。例如， 官方妖怪狂歡發瘋黨提議將多佛爾白崖塗成藍色以收保護色之效，和基於其長期不受歡迎而廢除數字「13」。McGillicuddy Serious Party有時邀請其政綱讀者寫下政策，但卻不會執行。
這些政黨的成立目的，在某程度上比他們的政策來得複雜。許多政黨，例如是官方妖怪狂歡發瘋黨、McGillicuddy Serious Party和Bill and Ben Party，成立的目的主要是為娛樂，而參與其中的人僅僅是覺得好玩。
不過，有部分政黨可能有較認真的目的，例如抵消政治給人的「憤怒」或「令人沮喪」的感覺。瑞典Ezenhemmer Plastic Bags and Child Rearing Utensils Party就是如此介紹自己，指出如果人們「為對手帶來多一點點俏皮與歡樂，而不是帶來糾紛」，世界將更美好。
儘管如此，其他政黨可能會使用幽默（尤其是諷刺）的手段去批評和攻擊現有的政治體制——在McGillicuddy Serious Party成立後期，不少無政府主義者加入，並借其批評政治體制。
在惡搞政黨內部，當有人對政黨宗旨持著不同意見時，有機會會導致黨內衝突。McGillicuddy Serious Party曾遇上此種情況；官方妖怪狂歡發瘋黨亦在至少兩個場合因內部糾紛而分裂。

## 支持
最明顯不過的原因正是幽默，不過除此之外還有其他原因。例如，部分支持者認為惡搞政黨是重要公共服務的一部分，確保市民不會過份認真看待政客。惡搞政黨也會得到部分對政治進程感到失望之選民，或不認為任何「認真」政黨值得投票的選民的選票。
有時候，惡搞政黨是被鼓勵的——在紐西蘭, McGillicuddy Serious有時候將自己宣傳為一個有趣的浪費選票的方式。一些亦選民認為，投票給惡搞政黨是作為抗議投票的一個有效方式。瑞典Tomma Talande Stolar黨的成立目的便是在议会獲得一席但將其留空。
大多數情況下這些政黨都不會取得議席，但已經解散的波兰啤酒爱好者党也許是有史上最成功的惡搞政黨，它曾於1991年的選舉中取得波蘭下議院的16席（3.5%選票）。在冰島，由搞笑藝人Jón Gnarr成立的惡搞政黨「最棒黨」在首都雷克雅維克贏得議會的六席（34.7%選票），打敗了獲得33.6%選票的獨立黨。
其他政黨，例如，曾贏得了地方議會席位。不過，即使惡搞政黨未能獲勝，但也可能比其他不成功的「認真」政黨獲得更多選票。在英國，1990年的布特爾補選中，由大衛·歐文成立的社會民主黨得票少於官方妖怪狂歡發瘋黨，前者因而解散。

## 爭議
有時惡搞政黨會惹起一般政黨的猛烈批評。反對者 表示惡搞政黨把重要的公共程序作為笑料，並破坏了民主制度的威信。支持者 則指出選舉制度本身已經是個笑話，而且在其他政黨中，那些所謂的「認真」元素已對「民主制度」做成破壞。亦有人 認為，諷刺是一種高级形式的政治討論。在某些國家，政黨的競選經費來至政府，因此惡搞政黨被認為是在浪費納稅人的錢。反過來說，惡搞政黨支持者認為他們並沒有比其他接受撥款的政黨更浪費金錢。